# 福州地方教会
福州教會，又稱為福州地方教會，是在福建福州的一處中國本土自立教會，屬於按聖經「地方立場」教導聚會的一處教會。

## 歷史
1922年，海军退役军官王载（1898－1975）和圣公会三一书院学生倪柝声（1903－1972）在福州开始第一次擘饼聚会，兴起了第一处脱离了宗派公会的地方召会—福州教会。 1923年初，承租陶园十二间排（公园西路4-22号）为聚会所。
1924年，倪柝声离开福州，后来以上海为中心，将地方教会扩展到中国各省的几百处城镇和村庄。1948年初，津门路基督徒聚会处接待李常受前来佈道，李常受和福建省同工27人前往海關巷14号倪柝声家交通，认同倪柝聲提出的耶路撒冷原則，同意將自己和教会交给倪柝聲带领。倪柝声恢复职事，带进福州教会大复兴，信徒扩增到数千人，仅擘餅人數即有3,000人。城内津门路聚会所接受他的带领。倪柝声又献出中洲岛东巷24号私宅改建成中洲聚会所，面积约600平方米，可容纳1,000人聚会。福建省许多同工集中到福州，陈恪三、陈必荫、郑证光、陈希文被设立为福州教会4位长老。（陈恪三后去云南昆明）

### 1949年以後
1951年起，福州地方教会开始受到政治运动的影响。1951年7月16日，福州地方教会举行千人控诉大会，郑证光控诉道，地方教会虽然与西方差会没有组织关系，却同样受到“美帝国主义超政治思想毒素”的影响。。1955年，福州教会宣布退出三自運動。1956年1月11日，福州地方教会陈必荫等16人被作为反革命分子逮捕。
中洲聚会所1980年恢復聚会。1993年，中洲岛改建公园，800多戶居民遷出，只保留聚会所，改称为中洲基督教堂。2000年中洲岛开发，由东侧移到西侧重建，成了一座欧式教堂。2003年，数千信徒终于依法搬回新堂聚会。
城内津门路聚会所暂时还借用花巷堂，至少也有1,000多信徒。
陶園十二間排聚会所1936年移址仓山对湖路马厂街。1955年华侨邱少陵将私房献给教会，建筑面积约500平方米。现名“马厂街基督教堂”。 
福州郊外鼓岭山上，太平洋战争爆发以后，倪柝声购买了一批传教士别墅，办成“执事之家”，1948和1949年曾办过两次训练（全国各地同工的造就聚会）。今天那里95％的村民都是基督徒。